# تينا باريت (لاعبة غولف)
تينا باريت (بالإنجليزية: Tina Barrett)‏ هي لاعبة غولف أمريكية، ولدت في 5 يونيو 1966 في بالتيمور في الولايات المتحدة.

## وصلات خارجية
- تينا باريت على موقع رابطة لاعبات الغولف المحترفات (الإنجليزية)